# Mouvement national républicain
Pour les articles homonymes, voir MNR et Mouvement national.
Le Mouvement national républicain (MNR), anciennement Front national-Mouvement national puis Mouvement national, est un parti politique français, créé en 1999 par Bruno Mégret.
Né d'une scission avec le Front national, il est considéré comme d'extrême droite par de nombreux observateurs, bien qu'il se réclame de la « droite nationaliste et conservatrice ».

## Histoire

### Origine

Premier logotype du MNR, qui représente un chêne dans un drapeau tricolore ; le journal du MNR s'appelle d'ailleurs Le Chêne.

Condamné en 1998 à deux ans d'inéligibilité pour avoir agressé la candidate socialiste Annette Peulvast-Bergeal, Jean-Marie Le Pen ne peut se présenter aux élections européennes de 1999. En juillet 1998, il confie la direction de la liste du parti à sa femme, Jany, et non à son numéro deux, pourtant très influent au sein du parti et « dauphin » pressenti, Bruno Mégret.
À ce conflit de personnes (doublé d'un conflit générationnel), s'ajoute une rivalité idéologique : Mégret ne souhaite plus cantonner son parti à un rôle de contestation mais le transformer en « parti de gouvernement ». Enclin à acquérir une respectabilité en contractant des alliances avec la droite parlementaire (RPR), la stratégie de Mégret implique une « euphémisation » du discours frontiste et diverge de plus en plus de celle de Jean-Marie Le Pen, ce dernier choisissant de multiplier les déclarations « politiquement incorrectes ».
La crise atteint son paroxysme le 5 décembre 1998, lors du conseil national qui réunit les 300 responsables les plus importants du parti à la maison de la Chimie pour préparer la campagne des européennes. Ce jour-là, les mégretistes se saisissent de la suspension de deux d'entre eux, Nathalie Debaille et Hubert Fayard (suspension déguisée en licenciement économique), par le président frontiste, pour faire éclater la contestation au grand jour et conspuer Jean-Marie Le Pen. Son implication dans cette opération provoque la révocation de Mégret de la délégation générale du parti, le 9 décembre 1998, puis son exclusion, le 23 décembre.
Parallèlement, les amis de Mégret essaient en premier lieu, afin de se protéger par avance d'exclusions, de prendre le contrôle du Front national en organisant, le 13 décembre 1998, un « conseil national » dans un hôtel parisien. Ce conseil, s'appuyant sur un mouvement de pétitions réclamant l'organisation d'un « congrès de l'unité », convoque un congrès du Front national, lequel se tient à Marignane (Bouches-du-Rhône), du 23 au 25 janvier 1999.
Lors de cette scission du Front national, une majorité de cadres et d'élus du FN (60 % des cadres, soit 140 conseillers régionaux sur 275 et 62 secrétaires départementaux) décident de suivre Mégret. Les scissionnistes portent à leur tête Bruno Mégret en tant que « président du Front national », et adoptent, à l'issue de leur congrès, un changement de dénomination pour le mouvement : Front national-Mouvement national.
Le 11 mai 1999, la justice, saisie par Jean-Marie Le Pen, président du FN (appelé, pour éviter toute confusion, « Front national pour l'unité française »), constate que les formes légales de convocation d'un congrès du mouvement n'étaient pas réunies (la convocation d'un congrès étant une prérogative statutaire du seul président, dans laquelle le Conseil national, instance purement consultative du parti, n'avait aucun droit), et constate par la même occasion qu'étaient « nulles et non avenues » toutes les décisions incluant le conseil national du 13 décembre 1998 et celles ayant suivi (congrès du Front national, dépôt de modifications de dirigeants et de changement de statuts auprès d'une sous-préfecture des Hauts-de-Seine, etc.).
Dans l'urgence, à l'approche des élections européennes de juin 1999, le nouveau parti de Bruno Mégret modifie l'intitulé de sa liste pour les élections européennes en l'appelant « Mouvement national ».
La création formelle du nouveau parti intervient le 2 octobre 1999, à La Baule, lorsque le comité national vote le changement de nom du parti en « Mouvement national républicain », à la suite de quoi les formalités légales sont remplies.

### Premières échéances électorales (1999-2001)
Aux élections européennes de 1999, le MNR (alors MN) se présente pour la première fois à une élection. Concurrencé par la liste Pasqua-Villiers, qui devance la liste RPR-DL, le MNR obtient 3,28 %, contre 5,69 % pour le FN.
Le score du MNR aux élections municipales de 2001 constitue une réussite partielle. Il devance le FN et s'implante dans plusieurs villes, notamment dans le Sud (Marignane, Vitrolles, Marseille) et en Île-de-France (Romainville, Montreuil). Au niveau national, le parti obtient plus de conseillers municipaux que le FN[réf. souhaitée].

### Tentative de rapprochement avec le FN (2002-2004)
Le Front national prend sa revanche lors des scrutins de 2002. Plus célèbre et médiatisé que Bruno Mégret, Jean-Marie Le Pen fait un meilleur score à la présidentielle, se qualifiant pour le second tour. Entre les deux tours, Bruno Mégret appelle à voter en faveur de Jean-Marie Le Pen.
Aux élections législatives qui suivent, le MNR se résigne à présenter des candidats à la suite de l'échec d'une tentative avortée de rapprochement avec le FN[réf. souhaitée]. Ses scores sont relativement faibles, mais suffisants pour lui permettre d'atteindre le seuil de financement public, ce qui lui procure une manne financière bienvenue alors que les comptes de campagne de Bruno Mégret à la présidentielle sont rejetés.
Lors des élections régionales de 2004, le MNR se présente seul, le FN continuer à considérer les cadres du MNR comme des « félons ». Le MNR est dans l'incapacité à atteindre le seuil de 10 % dans les régions où il se présente et perd donc ses élus régionaux. Devant l'intransigeance du FN, il appelle à voter pour l'UMP au second tour[réf. souhaitée], mais continue à être considéré comme un parti d'extrême droite,,,,. L'UMP ne fit aucun geste en retour.

### Effondrement et rapprochement avec le MPF (2005-2007)
À l'occasion du référendum français sur le traité établissant une constitution pour l'Europe, le MNR fit campagne pour le non, mais au contraire du MPF de Philippe de Villiers, ne bénéficia d'aucun regain médiatique. Un peu avant le référendum, en janvier 2005, le MNR fut victime d'une scission d'une poignée de cadres qui créèrent le Parti populiste, actif essentiellement dans les Hauts-de-Seine. Les partants souhaitaient se rapprocher du FN.
Dans la perspective de l'élection présidentielle de 2007, Philippe de Villiers se déclara candidat en 2005. Le MNR, qui observe alors la droitisation du discours de Villiers, et partage ainsi certains de ses points de vue (par exemple, Philippe de Villiers a repris la dénonciation de l'islamisation, islamisation que le MNR dénonçait depuis longtemps), tente de se rapprocher de lui. Mais le MPF ne tient pas à se compromettre par un rapprochement qui pourrait valoir à son président la qualification d'homme d'« extrême droite » et donc décline l'offre.
Alors que l'Union patriotique, voulue par Jean-Marie Le Pen, était proposée par lui surtout à de Villiers, afin de pouvoir le qualifier de diviseur s'il la refusait, Bruno Mégret décide d'en profiter et se rapproche alors de Jean-Marie Le Pen, s'engageant à le soutenir à la présidentielle de 2007. Toutefois, certains au FN voient d'un mauvais œil ce rapprochement.
À la suite de l'élection présidentielle, où Le Pen a perdu beaucoup de voix par rapport à 2002, Bruno Mégret s'en prend à la stratégie mise en place par Marine Le Pen et estime que la dédiabolisation aurait dû se faire sur le terrain des « petites phrases » et non dans le programme ; ainsi, il critique l'esprit de la visite sur la dalle d'Argenteuil.
Le MNR, dans la foulée de l'élection présidentielle, propose au FN le principe d'une candidature unique FN-MNR pour les élections législatives de 2007. 50 à 60 circonscriptions verraient un candidat du MNR se présenter, dans les autres, un candidat FN se présenterait, soutenu par le MNR. Le FN refuse cette proposition et fait une contre-offre : tout le monde pourra se présenter n'importe où, et si au second tour, un candidat FN et un candidat MNR sont qualifiés, alors le moins bien placé se désistera. Cette contre-proposition est purement théorique dans la mesure où, vu le mauvais état du MNR et le recul du FN, il n'y avait aucune chance d'avoir deux candidats de la droite nationale qualifiés pour le second tour.
Le MNR décide alors de mettre sur place l'Alliance patriotique, en proposant aux partis tiers (MPF, DLR, etc.) le principe d'une candidature unique. Finalement, seul le MPF accepte le principe, et des arrangements locaux sont conclus avec lui ; dans 35 circonscriptions, le candidat MNR pressenti se désiste, dans 35 autres, c'est le candidat MPF. Ces accords ne sont toutefois pas véritablement rendus publics, et il n'y a aucun appel à voter officiel. Le MNR complète cela par un désistement unilatéral face à certaines personnalités du FN, comme Bruno Gollnisch, certaines personnalités de DLR, comme Nicolas Dupont-Aignan, certains députés divers droite, comme Jérôme Rivière, les députés sortants MPF (Véronique Besse et Joël Sarlot), et les candidats identitaires de Nissa Rebela (Philippe Vardon et Benoît Lœuillet).
La plupart de ses candidats sont inscrits sous le slogan « Contre l'immigration-islamisation-insécurité ». Au bilan, les élections sont un désastre pour le MNR comme pour le FN. Le MNR échoue à atteindre le seuil de 50 candidats faisant plus de 1 % des suffrages exprimés, et donc perd le financement public. Tous ses candidats ont été éliminés. Dans la circonscription de Vitrolles, Bruno Mégret n'obtient que 2,04 % des voix. En de nombreuses circonscriptions, on remarque que le candidat MNR a capté des voix qui auraient pu, si elles s'étaient portées sur le candidat FN, lui faire passer le seuil des 5 % et donc permettre le remboursement des frais de campagne.

### Réorganisation (depuis 2008)
Afin de faciliter la création de listes communes FN-MNR pour les élections municipales de 2008, le MNR lance Convergences Nationales, dont la présidence est confiée à Nicolas Bay, alors secrétaire général du parti. Mais le FN refuse les alliances et le MNR se tourne alors vers d'autres forces politiques et tente également de créer ses propres listes. Il arrive finalement à se présenter dans quelques villes comme Roubaix ou Sartrouville mais doit renoncer à se présenter à Marseille faute de financement. Le FN qui s'est présenté dans les villes emblématiques du MNR, comme Vitrolles, perd largement en pourcentage (40 % à 50 % pour le MNR en 2001, contre moins de 10 % pour le FN en 2008).
Au bilan, le MNR perd la quasi-totalité de ses conseillers municipaux ; dans les villes de plus de 3 500 habitants, seul Nicolas Bay, Claude Gossé et Guy Vidal sont élus, respectivement à Sartrouville, Neuves-Maisons et Velaux. Le MNR conserve toutefois des élus locaux, comme le maire de Senuc, commune de 155 habitants, ou encore à Monteplain, à Estivareilles et à Rumigny.
Aux cantonales, le MNR présente une dizaine de candidats, soutenus par le FN. Deux d'entre eux - Magalie Denys dans le canton de Chabanais et Gérard Cretin dans le canton de Dole-Sud-Ouest - dépassent le seuil des 10 % des voix.
Le 23 mai 2008, Bruno Mégret annonce se mettre « en réserve de la politique » et partir « à l'étranger exercer des responsabilités au sein d'une grande entreprise française ». Il est remplacé par une direction collégiale composée entre autres d'Alain Vauzelle, Nicolas Bay, Annick Martin, même si Mégret continuera à donner son avis sur l'évolution du mouvement.
Le 29 mai, le MNR annonce qu'il ne prendra pas part à la réunion de la Nouvelle Droite populaire, mouvement politique d'extrême droite se voulant rassembleur de « la droite de conviction ».
Le 22 juin 2008, le Conseil national réaffirme son indépendance vis-à-vis des autres partis et sa ligne politique : refus de l'islamisation et l'immigration, défense des valeurs civilisationnelles, régulation de la mondialisation pour une nouvelle politique économique et sociale.
Bay et Gaillard ayant tenté de se rapprocher du Front national en général et de Marine Le Pen en particulier, et ayant pris un certain nombre d'initiatives sans consulter la direction collégiale, sont exclus du Conseil national le 23 septembre 2008, par 15 voix contre 10, Bay étant exclu de plus du MNR.
Le 12 octobre 2008, le Conseil national exclut Gaillard du parti ainsi que quelques personnalités qui avaient décidé de suivre Bay, et se dote d'un nouveau bureau national. Annick Martin devient à cette occasion, secrétaire générale du parti. Les exclus reprennent en main Convergences Nationales dont Nicolas Bay continuait d'assurer la présidence.
Concernant l'année 2009, le mouvement ne présentera pas de listes aux élections européennes, mais des listes d'alliance avec le Parti de la France (PDF), issu d'une scission avec le FN et présidé par Carl Lang, mais aussi avec la Nouvelle Droite populaire (NDP) conduite par l'ancien député alsacien Robert Spieler.
Pour les régionales de 2010, le MNR a adopté la même stratégie, en faisant liste commune avec le PDF et la NDP dans quatre régions : Franche-Comté, Lorraine, Picardie et PACA. Le MNR soutient également d'autres listes de la droite nationale, comme Alsace d'abord. Finalement, les résultats vont de 2 à 3 % des votes, 5 % en comptant également les listes « amies ».
Le 5 juillet 2010 est annoncée la création du Comité de liaison de la résistance nationale, structure politique souhaitant fédérer le MNR, la Nouvelle Droite populaire, le Parti de la France. Ce comité sera finalement créé sous le nom Union de la droite nationale qui rassemble outre le MNR, PDF, et NDP, d'autres mouvements politiques.
Le MNR soutenait la candidature de Carl Lang à l'élection présidentielle de 2012, mais celui-ci n'obtient pas ses signatures. Entre le premier tour et le second tour, tout en ne reniant rien des critiques adressées à Nicolas Sarkozy entre 2007 et 2012, le MNR se prononce toutefois plutôt en sa faveur par rejet du candidat socialiste et de son programme.
Dans le cadre des élections législatives de 2012, le MNR forme une coalition avec la Nouvelle droite populaire et le Parti de la France : l'Union de la droite nationale. Cette confédération de partis d'extrême droite présente soixante-dix candidats, essentiellement dans le Nord-Pas-de-Calais, la Picardie et le Sud-Est de la France. Quarante-cinq de ces candidats sont issus du PDF, seize du MNR et deux de la NDP.
Lors de la campagne présidentielle de 2017, le MNR appelle à voter pour François Fillon au premier tour, considérant que Marine Le Pen est déjà « assurée d’être qualifiée pour le second tour » et qu'il convient d'« écarter du second tour » Emmanuel Macron et Jean-Luc Mélenchon. Il appelle ensuite à faire barrage à Macron « mondialiste, immigrationniste et libertaire » et donc à voter Marine Le Pen au second tour[réf. nécessaire].
Après Annick Martin, le secrétaire général est depuis 2010 Hubert Savon.
Lors des élections présidentielles et législatives de 2022, le MNR a soutenu Éric Zemmour et son parti Reconquête.
D'août 2022 à mars 2023, le site internet du mouvement est indisponible.

## Place dans le paysage politique français

### Entente avec d'autres formations
Le MNR entretient de très bonnes relations avec le Parti de la France et la Nouvelle Droite populaire, et a même créé un « comité de liaison de la résistance nationale » qui est devenu l'Union de la droite nationale, de laquelle le parti est un membre. Le MNR a également mené des luttes communes aux côtés des Identitaires ou d'Alsace d'abord.
Au niveau européen et mondial, le MNR a soutenu la formation Pro-Köln (extrême droite islamophobe,,), qui a dénoncé la construction d'une grande mosquée à Cologne. Le MNR est également considéré comme le contact officiel en France du comité SIOE (Stop Islamisation of Europe).

### Relations avec le FN
Selon la ligne du parti, une différence importante avec le FN est que le MNR est moins jacobin et centraliste et soutient les identités régionales. Le MNR estime également que les alliances avec les autres partis de la droite nationale sont une bonne chose, tandis que le FN rejette majoritairement les autres partis, qu'il considère comme des félons et des traîtres. Enfin, le MNR a refusé pendant très longtemps de renvoyer dos à dos UMP et PS; s'il estime que l'UMP est trop mollassonne, il a toutefois tenté de ne pas couper définitivement les ponts avec elle, contrairement au FN. Le MNR a également exclu ses militants les plus radicaux, afin de paraître plus respectable, et dans le même ordre d'idées, n'a pas pratiqué les « dérapages verbaux », à ses yeux stériles et contre-productifs.[réf. nécessaire]
Le MNR entretient des contacts avec certaines personnalités du FN. Officieusement, le MNR espérait une victoire de Bruno Gollnisch à l'élection de la présidence du FN, qui a déclaré qu'il rassemblerait la droite nationale, tandis que Marine Le Pen est plus dans la logique paternelle[réf. nécessaire].
À l'époque de Jean-Marie Le Pen et Bruno Mégret, une différence importante entre les deux partis était que MNR insistait davantage sur la lutte contre l'« islamisation », et la « défense des valeurs », là où le FN se contentait de dénoncer l'immigration.
Cependant, depuis que les deux partis ont changé de présidence (de Jean-Marie à Marine Le Pen au FN et de Bruno Mégret à Annick Martin au MNR), quelques positionnements semblent avoir changé : Marine Le Pen souhaite une « dédiabolisation » de son parti en faisant référence aux valeurs de la République et de la laïcité, a renoncé à quelques positions de son père qu'elle jugeait trop radicales et met l'accent sur la lutte contre l'« islamisation ». Déçu par ces prises de position autant que par la politique économique et sociale considérée comme « gauchiste », le MNR cherche la proximité avec des organisations proches du nationalisme contre-révolutionnaire, du catholicisme traditionaliste et du mouvement identitaire au sein de l'UDN.

## Branche de jeunesse
Sa branche de jeunesse est le FNJ-Mouvement national, devenu le Mouvement national de la jeunesse. En 2000, Jean-Yves Camus relève qu'il « possède des effectifs absolument squelettiques ».
Il fut notamment dirigé par Philippe Schleiter.
En février 1999, il participe à la création du Front de la jeunesse.

## Résultats électoraux

### Élections présidentielles
| Année | Candidat     | 1er tour | 1er tour | 1er tour     |
| Année | Candidat     | Voix     | %        | Rang         |
| ----- | ------------ | -------- | -------- | ------------ |
| 2002  | Bruno Mégret | 667 026  | 2,34     | 12e (sur 16) |

### Élections législatives
| Année | 1er tour | 1er tour | Sièges  | Rang |
| Année | Voix     | %        | Sièges  | Rang |
| ----- | -------- | -------- | ------- | ---- |
| 2002  | 276 376  | 1,09     | 0 / 577 | 13e  |
| 2007  | 102 100  | 0,39     | 0 / 577 |      |

### Élections européennes
| Année | Voix    | %    | Sièges | Rang | Tête de liste |
| ----- | ------- | ---- | ------ | ---- | ------------- |
| 1999  | 528 666 | 3,28 | 0 / 87 | 10e  | Bruno Mégret  |
| 2004  | 53 606  | 0,31 | 0 / 74 | 18e  |               |

### Élections régionales
| Année | Voix    | %    | Conseillers | Présidents |
| ----- | ------- | ---- | ----------- | ---------- |
| 2004  | 287 012 | 1,47 | 0 / 1880    | 0 / 26     |
| 2010  | 41 291  | 0,21 | 0 / 1749    | 0 / 26     |